# توم نوغينت
توم نوغينت (11 يوليو 1994 بباث في المملكة المتحدة - ) (بالإنجليزية: Tom Nugent)‏ هو لاعب كريكت بريطاني. لعب مع نادي مقاطعة هامبشاير للكريكت ‏ وBerkshire County Cricket Club ‏ وLoughborough MCC University ‏.

## وصلات خارجية
- توم نوغينت على موقع إي آس بي آن كريك إنفو (الإنجليزية)